# 蘇顯達
蘇顯達（1957年5月7日—），臺灣小提琴家。1985年在法國巴黎師範音樂學院取得文憑後，回臺灣從事演出及教學，現任教於國立臺北藝術大學及國立臺灣師範大學。2002年獲得第13屆金曲獎最佳演奏人獎。

## 早年及教育
蘇顯達1957年出生於臺南縣善化鎮（今臺南市善化區），父親蘇哲夫任職於臺灣企銀。在母親堅持下，家中2女2男皆有學習樂器，但僅有他日後以音樂為業。五歲時向叔叔蘇德潛學琴而啟蒙。國小四年級時加入鄭昭明創立的3B兒童管弦樂團，並在1969年馬尼拉菲律賓文化中心開幕時，隨團參加外交親善訪問演出。跟隨鄭昭明一段時間後認為技巧進步有限，蘇顯達改向李淑德學習，並在其嚴厲的訓練下奠定基礎。國中三年級因升學暫停習琴，高中時重新開始，並在每隔周的星期六往返臺北，受陳秋盛的指導。歷經父母的反對，他考取東吳大學音樂系。大三時，受郭美貞指揮之臺北愛樂交響樂團邀請參與演出。1980年，以第一名成績完成大學學業。

1982年義務役退伍後，蘇顯達以獎學金留學法國，受亨利克·谢林與吉拉·普雷的指導，於1985年獲得巴黎師範音樂學院小提琴與室內樂最高級獨奏家文憑（Diplôme supérieur de Concertiste de violon et Musique de chambre）。留學期間因語言不通、觀念、演奏要求的歧異遭遇挫敗，甚至沒有通過第一年的考試。
「東方比較講究韻味和美感，什麼事都差不多就好，而西方特別強調精準度，對於節奏、音準要求嚴謹。」
蘇顯達回國結婚後，再次赴法進修，從頭苦練後終獲青睞，多次獲得Alfred Cortot獎學金，並擔任學院樂團首席，另外也錄取巴黎拉穆勒管弦樂團，成為第一位非法國籍東方背景團員。

## 職業生涯

### 演奏
蘇顯達1986年在法國中南部舉行巡迴獨奏會。1989年，他在《梁祝小提琴协奏曲》臺灣首演中擔任獨奏。1990年，他和林昭亮同台演出，音樂會因使用兩把斯特拉迪瓦里琴而引起關注。
1986年起，擔任台北愛樂室內及管弦樂團首席迄今，且於2020年起擔任藝術總監。
蘇顯達自法國返回臺灣後，固定每五年舉行巡迴臺灣獨奏會。2006年12月巡演名為《顯樂‧達人》。2011年12月舉行之巡迴獨奏會名為《走過1/4世紀的執著》。2016年12月巡演，以奇美博物館收藏之斯特拉迪瓦里琴1709年「瑪麗‧霍爾-維奧第」演出。第八次巡演2021年11月展開。
蘇顯達受邀於2000年中華民國總統就職典禮演出，2016年則受邀於國宴演出。他亦數度參與總統府介壽館音樂會的演出。

### 教學
蘇顯達1986年在時任國立藝術學院（今國立臺北藝術大學）音樂系系主任馬水龍的邀請下回臺灣任教。2007至2013年間，擔任系主任；2017至2023為音樂學院院長。蘇顯達亦任教於國立臺灣師範大學音樂學系。

### 廣播節目
蘇顯達1996年起在愛樂電台主持及製作《迷人的小提琴世界》。

## 獲獎及榮譽
蘇顯達1991年獲加州州長頒發文化獎章。1995年獲選第33屆中華民國十大傑出青年。2016年獲頒第39屆吳三連獎，成為第一位得獎的演奏家。
| 獎項       | 年份 | 類別               | 作品                        | 結果 | 參考   |
| ---------- | ---- | ------------------ | --------------------------- | ---- | ------ |
| 金曲獎     | 1999 | 最佳古典音樂唱片獎 | 《台灣情·泰然心》           | 獲獎 | [ 24 ] |
| 金曲獎     | 2002 | 最佳古典音樂專輯獎 | 《古典台灣風情》            | 提名 |        |
| 金曲獎     | 2002 | 最佳演奏人獎       | 《古典台灣風情》            | 獲獎 |        |
| 傳藝金曲獎 | 2019 | 最佳演奏獎         | 《花之夢—花香·琴韻·蘇顯達》 | 提名 | [ 25 ] |

## 作品
專輯
- 《黃金二重奏─蘇顯達與葉登民》（1997）；響韻唱片
- 《台灣情‧泰然心 蕭泰然小提琴作品專輯／Tyzen Hsiao Violin Works》（1999）；葉綠娜（鋼琴）；望春風
- 《古典台灣風情：黃偟小提琴小品專輯》（2001）；洪婉容、劉本莊（鋼琴）；台山唱片
- 《小提琴小品集／Violin Favorites III》（2007）；游翠鈴（鋼琴）；奇美
- 《走過1/4世紀的執著─蘇顯達自法返國25週年精選輯》（2015）；亞藝藝術
- 《蘇顯達的魔法琴緣：真情台灣／Magnifique musique magique de Daniel Su · Chanson Taïwanais》（2016）；翁重華（鋼琴）；亞神唱片
- 《花之夢／Rêve de Fleurs》（2018）；翁重華（鋼琴）；時大音樂

自傳
- 蘇顯達. 胡芳芳; 柯幸吟 , 编.  [Magnifique musique magique de Daniel Su Shien-Ta]. 影響力人物. 大好文化. 2016. ISBN 9789869383509.

## 外部連結
- 蘇顯達的Facebook專頁
- 蘇顯達 （页面存档备份，存于） 尼可樂表演藝術
- 蘇顯達 （页面存档备份，存于） 臺灣音樂館
- 蘇顯達 （页面存档备份，存于） 臺灣音樂群像